# 曹命新
曹命新（？—？），字明裕，山西太原府交城县崇儒坊人，匠籍，明朝政治人物。

## 生平
萬曆十六年（1588年）戊子科山西乡试舉人，二十六年（1598年）戊戌科進士，大理寺觀政，二十九年官陕西庆阳府镇原县知县。